# Julius Fučík (újságíró)
Julius Fučík (Prága, 1903. február 23. – Berlin, 1943. szeptember 8.) cseh kommunista újságíró, Julius Fučíknak, a monarchia híres zeneszerzőjének unokaöccse. A Gestapo 1943-ban kivégezte.

## Élete
Pilsenben járt középiskolába, Prágában egyetemre, bölcsész karra. 1920-ban belépett a kommunista pártba. 1921-től a Rudé Právo és a Tvorba c. lap szerkesztője volt.
1930-ban és 1934–36 között újságíróként járta a Szovjetuniót, eljutott Taskentbe és Kirgizisztánba is. Élményeit, elfogult gondolatait az Ország, ahol a tegnap már holnap c. könyvében, továbbá művészi riportokban írta meg.
Jelentősek irodalmi kritikái, tanulmányai is.
Csehszlovákia német megszállása után otthon maradt, álneveken írt, az illegális sajtó vezetőjévé vált. 1942-ben a németek elfogták, megkínozták, de fogsága alatt is írt. Írásait egy cseh börtönőr kicsempészte és megőrizte. (Reportaž psaná na oprátce – Riport az akasztófa tövéből). A kommunista korszakban a könyvet sokszor kiadták, mindannyiszor megcsonkítva. A mű hetvennél több nyelven jelent meg.
Amit nem kellett beismernie, nem ismerte be. Mindenki ezt tette, amíg végleg össze nem omlott. Fučík nem omlott össze. Elterelte a Gestapo figyelmét olyan emberekről, akikre a Gestapo gyanakodott. Ha Fučík áruló lett volna, az nagyon sok ember számára lett volna végzetes, és ez nem következett be. Ezért gondolom, hogy valóban nagy tétben játszott. És sikeresen.

## Magyarul
- Üzenet az élőknek; ford. Peéry Rezső; Szikra, Bp., 1947
- Julius Fucsikː Riport a hóhér kötelén; ford. Gyömöri Dénes; Területi Kiadó, Uzshorod, 1947
- Riport az akasztófa alól; Román Munkáspárt, Bukarest, 1948
- Sztálingrádi traktorok; ford. Vidor Vilmos, Vályi Edit; Ifjúsági, Bp., 1951
- Ahol a ma már a múlté; ford. Boros Magda; Magyar Könyvtár, Pozsony, 1952
- Drága föld... Riportok a Szovjetunióból; ford. Bóné András; Magyar Kiadó, Bratislava, 1954
- Üzenet az élőknek; ford. Palotai Erzsébet, utószó Ján Poliak; Nakl. Detskej Knihy, Bratislava 1955 (Iskolai könyvtár)
- Utak és állomások. Válogatott cikkek, tanulmányok, riportok; ford. Réz Ádám, Palotai Erzsi, bev. Gusta Fučikova; Ifjúsági, Bp., 1955
- Szeretjük nemzetünket; ford. Zádor Margit; Szépirodalmi Kiadó, Bratislava, 1956 (Eszme és írás)
- Vádlók és vádlottak; ford. Zádor Markéta, bev. Gusta Fučiková, Ladislav Stoll; Szlovákiai Szépirodalmi Kiadó, Bratislava, 1957 (Eszme és írás)
- Riport az akasztófa tövéből. Válogatott írások; ford. Réz Ádám, utószó Méliusz József; Irodalmi Bukarest, 1962 (Kincses Könyvtár)
- Riport az akasztófa tövéből; ford. Palotai Erzsi; Magyar Helikon, Bp., 1965
- Szót kérek; összeáll. Dusek Imre, ford. Rácz Olivér, Dusek Imre; Pravda, Bratislava, 1983
- Emberek, legyetek éberek!; ford. Balla Kálmán et al., vál. P. Olexo Anna, előszó Zalabai Zsigmond; Európa, Bp., 1985 Martin (A cseh irodalom könyvtára)